# James Henry Lane
James Henry Lane (22 de junio de 1814 - 11 de julio de 1866), también conocido como Jim Lane, fue un líder de la milicia partidista durante el período de Kansas sangrante que precedió inmediatamente a la guerra civil estadounidense . Durante la guerra en sí, Lane se desempeñó como senador de los Estados Unidos y como general de la Unión. Aunque reelegido como senador en 1865, Lane se suicidó al año siguiente.

## Inicios
Hijo de Amos Lane, nació en Lawrenceburg, Indiana, donde ejerció la abogacía cuando fue admitido en el colegio de abogados del estado durante 1840. Durante la Guerra México-Estadounidense, estuvo al mando sucesivamente del 3.º y 5.º Regimientos de Indiana . Fue un congresista estadounidense de Indiana (1853–1855) donde votó a favor de la Ley Kansas-Nebraska.
Se mudó al territorio de Kansas durante 1855. Inmediatamente se involucró con el abolicionismo en Kansas y a menudo se le llamó el comandante del Ejército del Estado Libre (Jayhawkers), un importante grupo militante de Free Soil. En 1855 fue presidente de la convención que redactó la Constitución de Topeka contra la esclavitud.
El 3 de junio de 1858, Lane disparó y mató a Gaius Jenkins en una disputa por tierras en Lawrence. Según los informes, Jenkins venía a buscar agua de un pozo en la propiedad en disputa. Se informó que Jenkins mostraba un revólver. Lane lo recibió con una escopeta. Uno de los hombres con Jenkins le disparó a Lane en la pierna y Lane respondió al fuego matando a Jenkins. Lane fue absuelto en el juicio, lo que le impidió participar en la redacción de la convención de la Constitución de Wyandotte, más tarde la constitución oficial de Kansas.
Después de que los Free Soilers lograron que Kansas fuera admitido en la Unión durante 1861 como un estado libre, Lane fue elegido como uno de los primeros senadores estadounidenses del nuevo estado y reelegido durante 1865.

## Guerra civil
Durante la guerra civil estadounidense, además de su servicio en el Senado, Lane formó una brigada de "Jayhawkers " conocida como la "Brigada de Kansas" o "Brigada de Lane", compuesta por los Voluntarios de Kansas Tercero, Cuarto y Quinto. Ordenó a la fuerza que entrara en acción contra el general pro-sureño Sterling Price de Misuri en la batalla de Dry Wood Creek, ya que Price comenzó una ofensiva a principios de la guerra para recuperar Misuri para el gobierno estatal pro-Confederado que había sido depuesto por pro-Unión. Lane perdió la batalla, pero se quedó atrás y atacó áreas pro-sur en Misuri detrás de Price. Durante la Batalla de los fardos de cáñamo, el general John Charles Fremont ordenó al general Henry Lane que hiciera una "manifestación a lo largo de la frontera de Kansas Misuri con sus Jayhawkers". Lane actuó con gusto en la autorización oficial de Fremont para una redada en Misuri. Allanó el pueblo de Morristown cerca de la frontera estatal, y lo quemó Sin embargo, resulta que tuvo poco o ningún efecto en Mulligan. "Sus redadas culminaron con el Saqueo de Osceola, en el que las fuerzas de Lane mataron al menos a nueve hombres, luego saquearon y  quemaron la ciudad; estos eventos inspiraron la novela Gone to Texas de Forrest Carter, que fue la base para la película de Clint Eastwood The Outlaw Josey Wales . Lane fue criticado por su violencia en Osceola, más severamente por el general Henry Halleck, entonces comandante del Departamento de Misuri. De sus acciones, él diría: "El curso seguido por aquellos bajo Lane y Jennison se ha vuelto en contra de nosotros muchos miles que antes éramos hombres de la Unión". Unas cuantas redadas más harán que este Estado sea unánime contra nosotros". Por lo tanto, se terminó la Brigada de Lane.
El 18 de diciembre de 1861 Lane fue nombrado general de brigada de voluntarios. El 21 de marzo de 1862, su comisión fue cancelada en la culminación de una discusión sobre si un senador estadounidense en ejercicio podría tener simultáneamente el rango de general. Sin embargo, el 11 de abril de 1862, fue reinstalado como general de brigada de voluntarios con la confirmación del Senado de los Estados Unidos. Durante 1862-1863, se desempeñó como comisionado de reclutamiento para el estado de Kansas.
Del 27 al 29 de octubre de 1862, el senador estadounidense Jim Lane reclutó al 1.er Regimiento de Infantería Voluntaria de Kansas (de color) . Son las primeras tropas afroamericanas en luchar en la guerra, un año antes del 54.º Massachusetts. En su primera acción, 30 de sus miembros derrotaron a 130 guerrilleros confederados montados.
Lane fue el objetivo del evento que se convirtió en la Masacre de Lawrence (o Incursión de Quantrill ) el 21 de agosto de 1863. Se oyó a los guerrilleros confederados gritar: "¡Acuérdate de Osceola!" Aunque Lane residía en Lawrence en ese momento, pudo escapar del ataque corriendo por un barranco cercano.
Durante 1864, cuando Sterling Price invadió Misuri, Lane sirvió como ayudante de campo voluntario de Samuel R. Curtis, comandante del Ejército de la Frontera. Lane estaba con las fuerzas victoriosas de la Unión en la batalla de Westport.

## Muerte y legado
El 1 de julio de 1866, Lane se suicidó al interior de su carruaje en Leavenworth, Kansas. Estaba deprimido ya que había sido acusado de abandonar a sus compañeros republicanos y había sido acusado de irregularidades financieras. Murió diez días después cerca de Leavenworth, Kansas, como resultado del disparo autoinfligido. Edmund G. Ross fue designado para sucederlo en el Senado.
Los siguientes lugares fueron nombrados en honor a él:
- Universidad Lane, Lecompton
- Lane, Kansas
- Condado de Lane, Kansas[10]

## En la cultura popular
- Jim Lane aparece como un personaje en Wildwood Boys (William Morrow, Nueva York; 2000), una novela biográfica sobre Bloody Bill Anderson de James Carlos Blake .
- Jim Lane es el personaje principal del libro, "The 116" de James P. Muehlberger.
- Jim Lane y su brigada se mencionan en la canción Wild Bill Hickok de Colter Wall de su álbum de 2018, "Songs of the Plains".